# Pont des Arts
Der Pont des Arts (deutsch Brücke der Künste) ist eine Fußgängerbrücke über die Seine in Paris, die den Quai François-Mitterrand (ehemals: Quai du Louvre) im 1. Arrondissement am rechten Ufer mit dem Quai de Conti im 6. Arrondissement am linken Ufer verbindet. Er verläuft damit genau auf einer Achse zwischen dem Mittelpunkt des Cour Carrée des Louvre, dem von ihm zum Seineufer führenden Torbogen und dem Institut de France auf der anderen Seite. Er ist die erste Brücke unterhalb der Île de la Cité und des Pont Neuf. Auf den Pont des Arts folgt flussabwärts der Pont du Carrousel.

## Brückendaten
Die 155 Meter lange und 9,80 Meter breite heutige Brücke besteht aus sieben Bögen mit jeweils ca. 22 Meter Spannweite. Ihre Stahlkonstruktion ruht auf sechs Brückenpfeilern aus Stahlbeton, die mit Natursteinen verkleidet sind. Das Brückendeck besteht aus in kleinen Abständen aneinandergelegten Balken aus hartem westafrikanischem Azobé-Holz.

## Geschichte

### Brücke von 1804

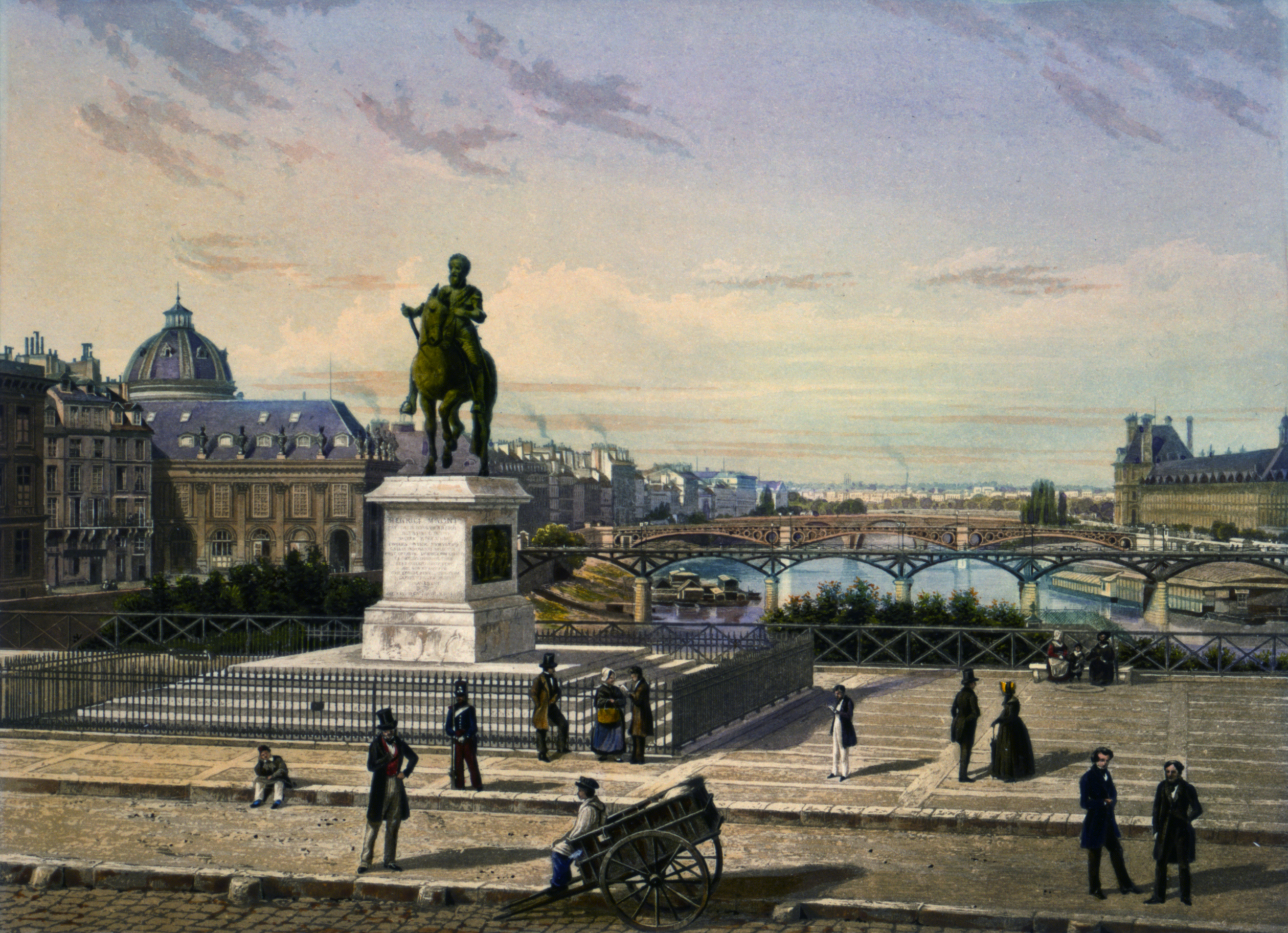
Blick vom Pont Neuf auf die Statue von Henri IV, den Pont des Arts und den Pont du Carrousel

Der ursprüngliche Pont des Arts, auch Passerelle des Arts (Fußgängerbrücke der Künste) genannt, wurde in den Jahren 1802 bis 1804 nach dem Entwurf von Louis-Alexandre de Cessart durch seinen Schüler Jacques Vincent de Lacroix Dillon als Gusseisenkonstruktion erbaut. Er und der etwa zur gleichen Zeit errichtete Pont d’Austerlitz waren die ersten gusseisernen Brücken Frankreichs. Den Namen hatte die Brücke vom benachbarten Louvre, der zu Beginn des 19. Jahrhunderts aufgrund seiner Kunstsammlungen Palais des Arts hieß. Sie hatte neun Bögen mit Spannweiten von 17,34 m, die durch je fünf filigrane Bogenträger gebildet wurden, die in Abständen von 2,4 m parallel nebeneinander angeordnet waren. Anstelle einer später üblich gewordenen Aufständerung des Brückendecks wurden die Zwickel durch kleine Zwischenbögen überspannt. Wenige horizontale und diagonale schmiedeeiserne Streben versteiften die Eisenkonstruktion. Auf ihr lagen hölzerne Querträger, die die Lagerbalken des in Querrichtung verlegten Holzbohlenbelags trugen. Die Baukosten betrugen 787.655 Francs und 65 Centimes. Am Tag der Eröffnung strömten 64.000 Menschen zur Brücke, um erstmals auf ihr die Seine zu überschreiten. Bis zur Februarrevolution von 1848 musste für ihre Überquerung Brückenzoll bezahlt werden.
Schon immer war die Brücke den Fußgängern vorbehalten, die zwischen den aus Pflanzkübeln herauswachsenden Bäumen spazieren gehen oder sich auf den Stühlen und Bänken der Brücke mit Blick auf die Ostspitze der Île de la Cité oder den Louvre ausruhen konnten. Eine Zeit lang stand sogar ein Gewächshaus mitten auf der Brücke.

### Brücke von 1853 / 1876

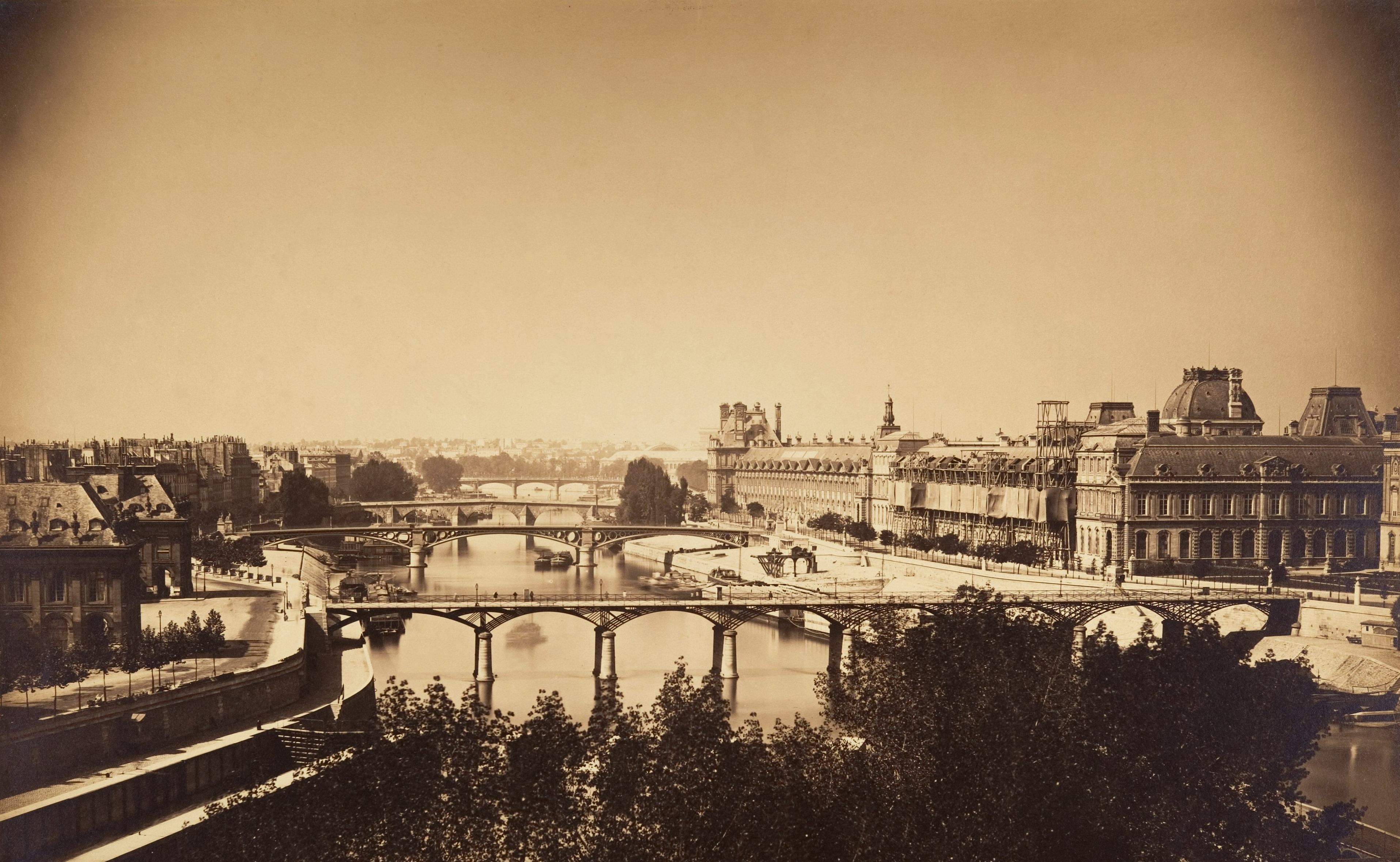
Blick auf die Seine, 1857 (Photo von Gustave Le Gray)

1852 erhielt der damalige italienische Stararchitekt Louis Visconti (1791–1853), der von Kaiser Napoléon III. bereits mit der Neugestaltung des Louvre betraut worden war, den Auftrag, den Pont des Arts umzubauen. Anlässlich der Verbreiterung des Quai de Conti war unter anderem ein Brückenbogen abzureißen. Die Brücke bestand nun nur noch aus acht Brückenfeldern.
Nach Viscontis plötzlichem Tod im Jahr 1853 setzte sein Nachfolger als Chefarchitekt des neuen Louvre, Hector Martin Lefuel (1810–1881), auch die Umbauarbeiten an der Brücke fort. In einer zweiten Umbauphase unter Lefuel wurde die Brücke zwischen 1871 und 1876 verbreitert.
Diese Brücke wurde von verschiedenen Malern des 19. Jahrhunderts als Hauptmotiv oder im Hintergrund ihrer Gemälde dargestellt.

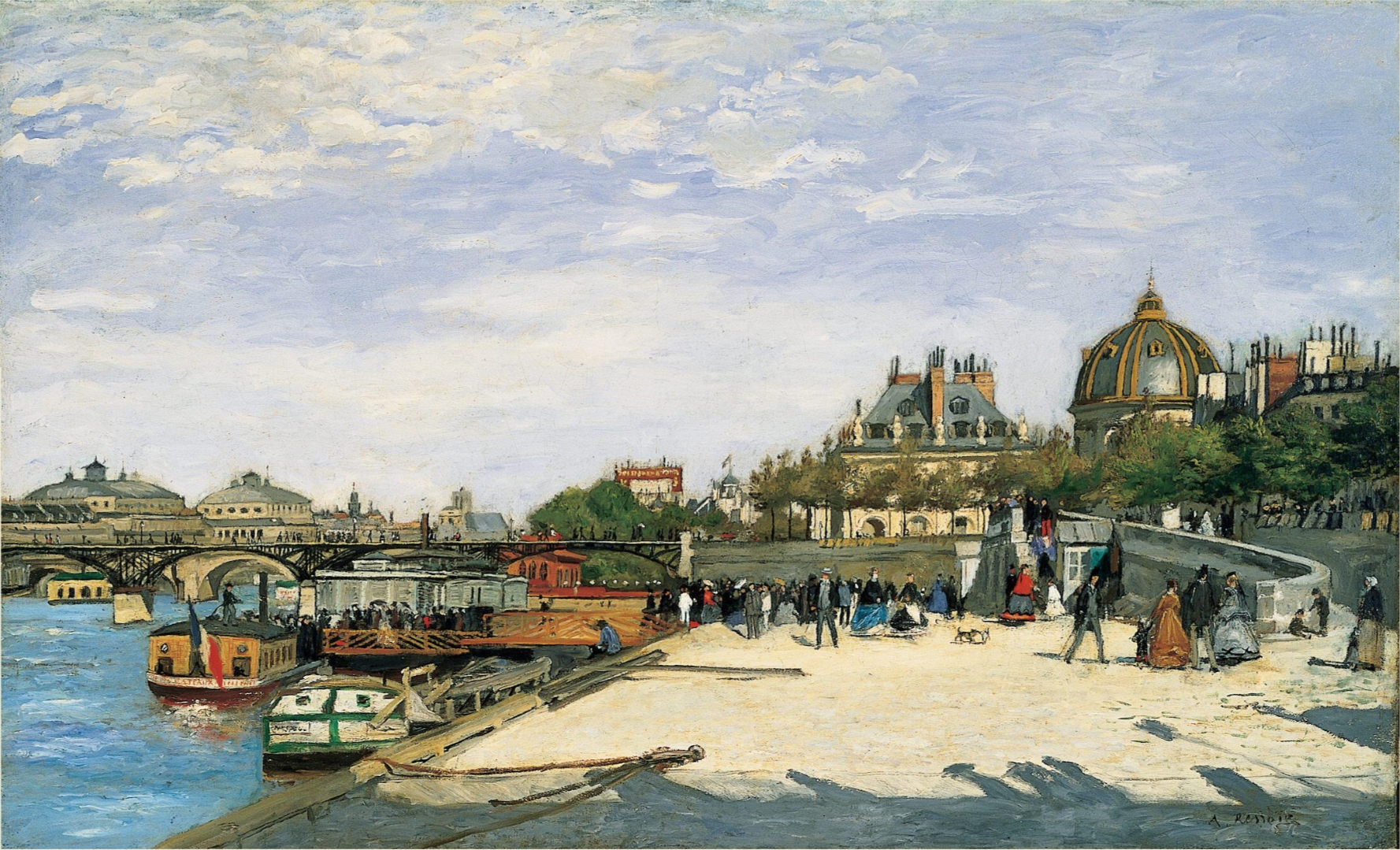
Le Pont des Arts (Pierre-Auguste Renoir, 1857)
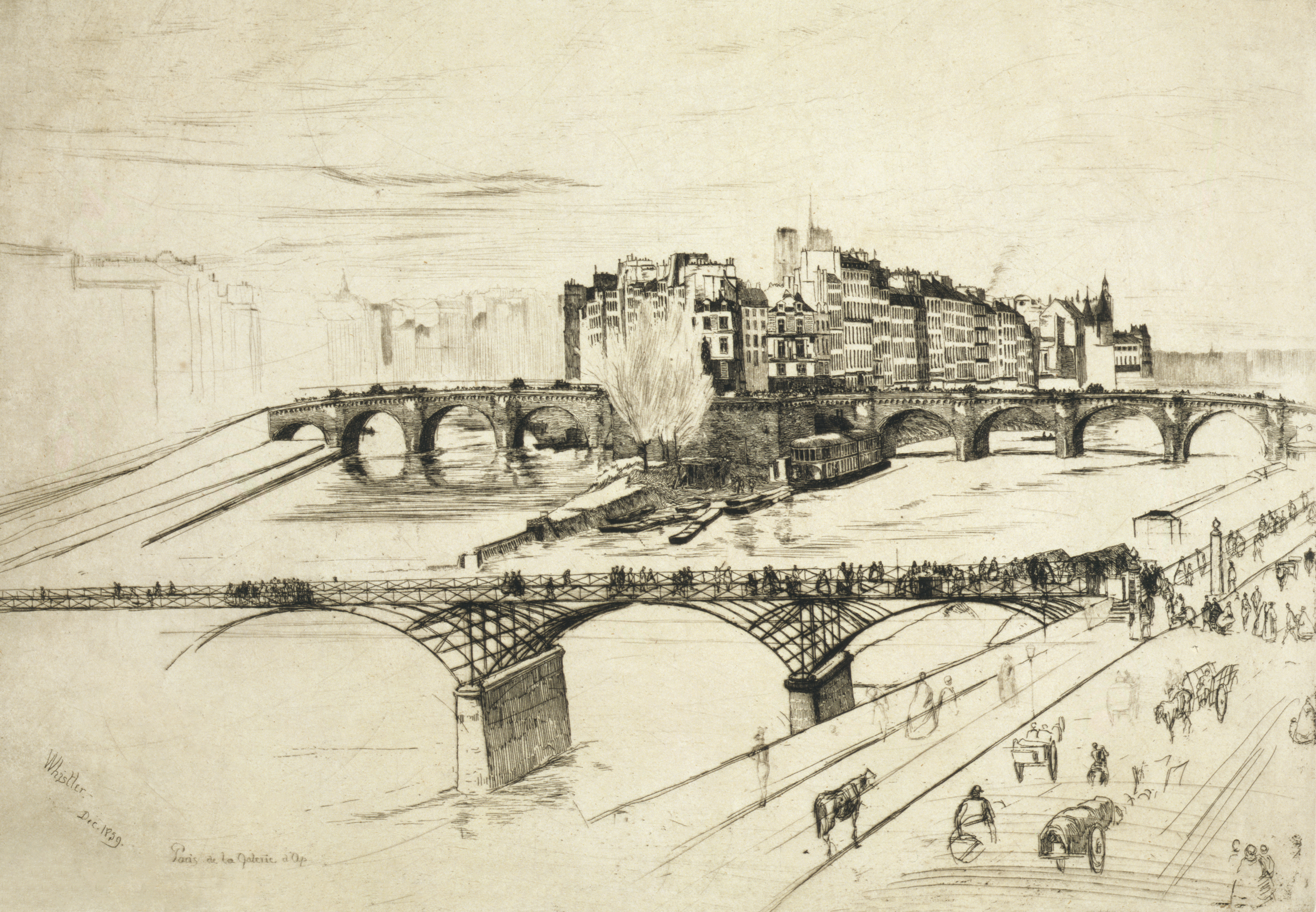
Île de la Cité (James McNeill Whistler, 1859)
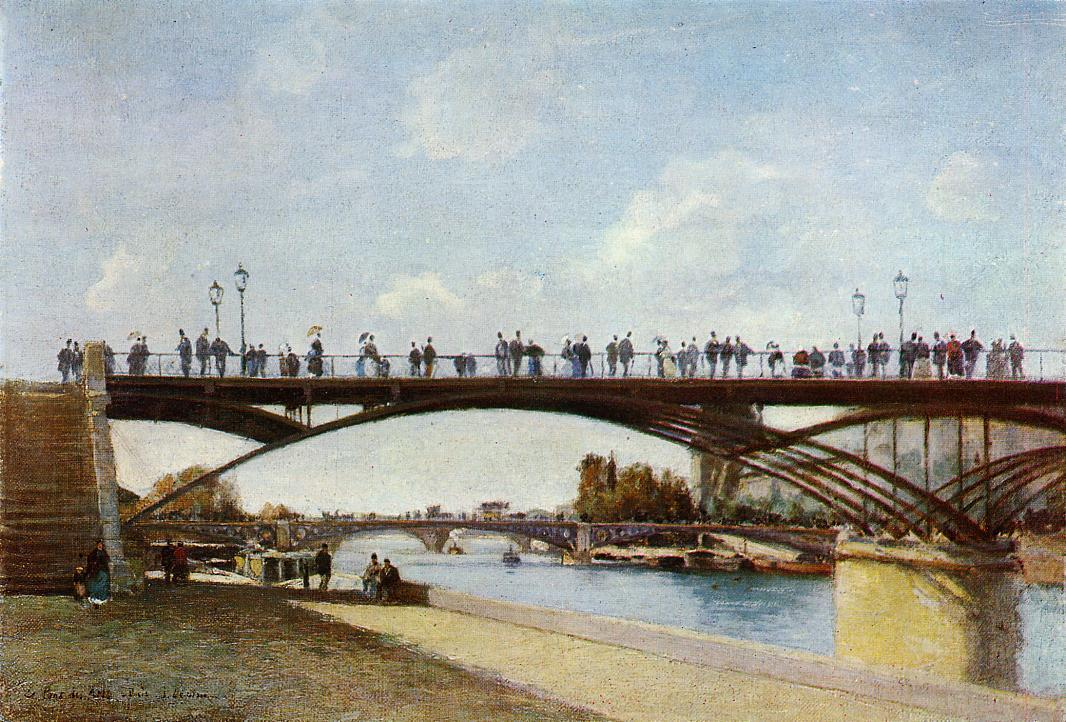
Le Pont des Arts (Stanislas Lépine, 1875)
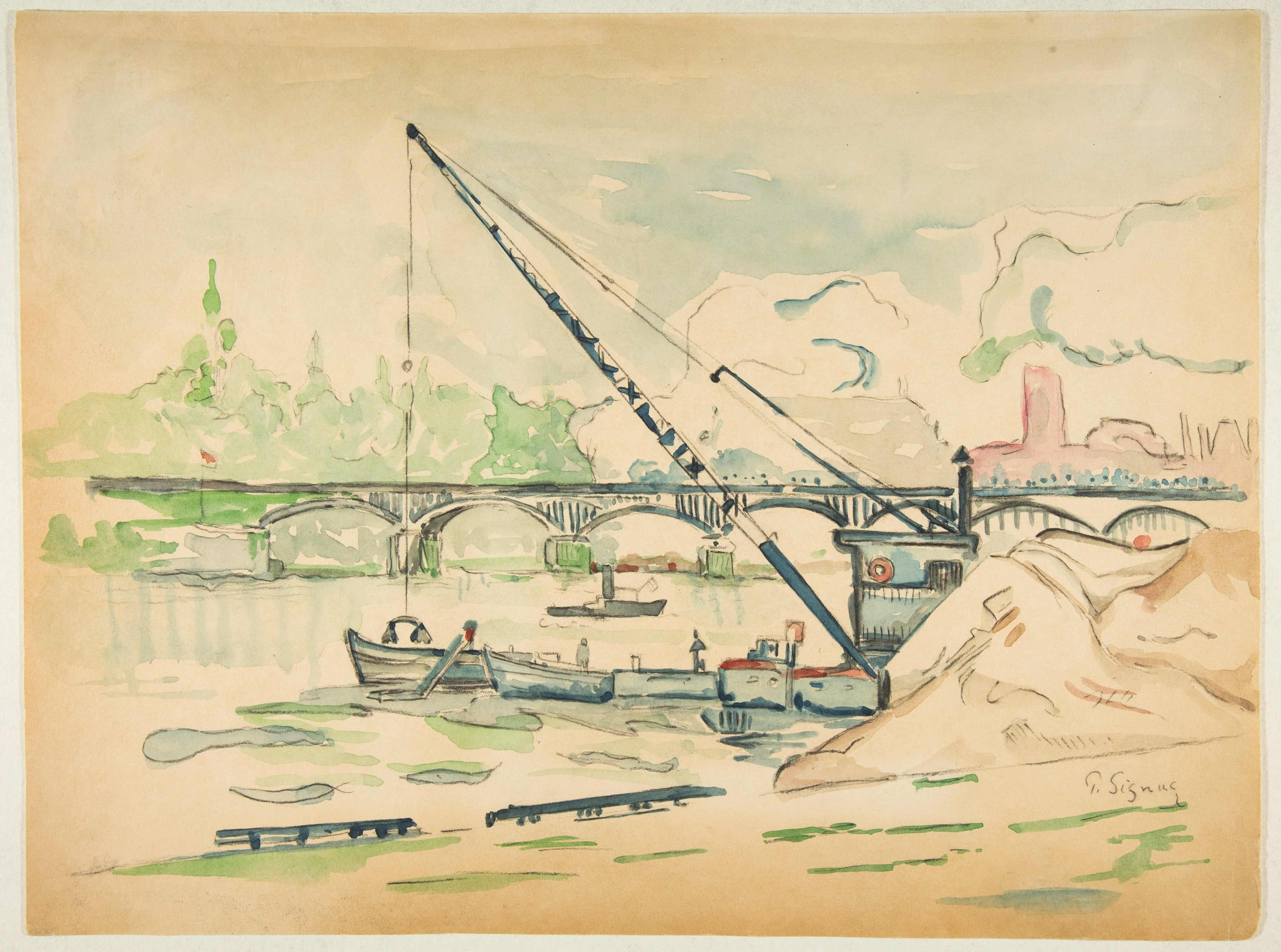
Le Pont des Arts (Paul Signac)
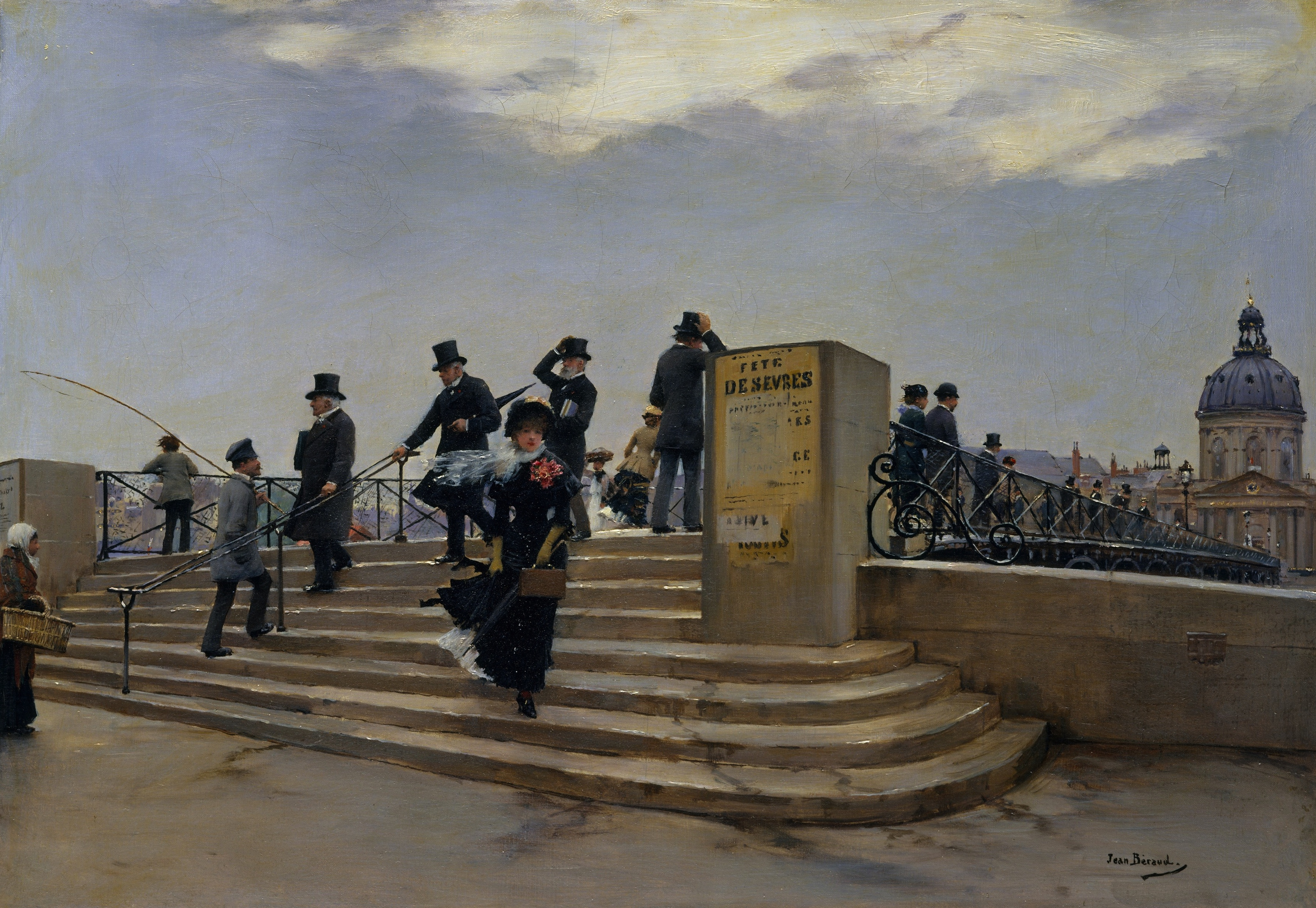
A Windy Day on the Pont des Arts (Jean Béraud, 1880/1)

1918 wurde die Brücke durch eine Fliegerbombe beschädigt. 1961 beschädigte ein Schiffszusammenstoß fünf Pfeiler, durch einen weiteren Unfall wurden 1973 drei Pfeiler beschädigt. 1976 führte eine Inspektion zu Sicherheitsbedenken wegen der infolge dieser Schäden eingeschränkten Stabilität der Brücke. 1977 wurde sie deshalb gesperrt. 1979 wurde ein Brückenpfeiler von einem Lastkahn gerammt, und die Brücke stürzte auf einer Breite von 60 Metern ein.

### Brücke von 1984

Pont des Arts (2009)

Von März 1982 bis Mai 1984 wurde die Brücke unter der Leitung des Architekten Louis Arretche im Stil der bisherigen Brücke neu erbaut, allerdings als Stahlkonstruktion auf Betonpfeilern, die mit Naturstein verkleidet wurden. Außerdem wurde die Zahl der Brückenfelder zur Erleichterung der Schifffahrt von zuletzt acht auf nunmehr sieben Felder verringert.
Der Pont des Arts steht seit 1975 unter Denkmalschutz.

#### Liebesschlösser

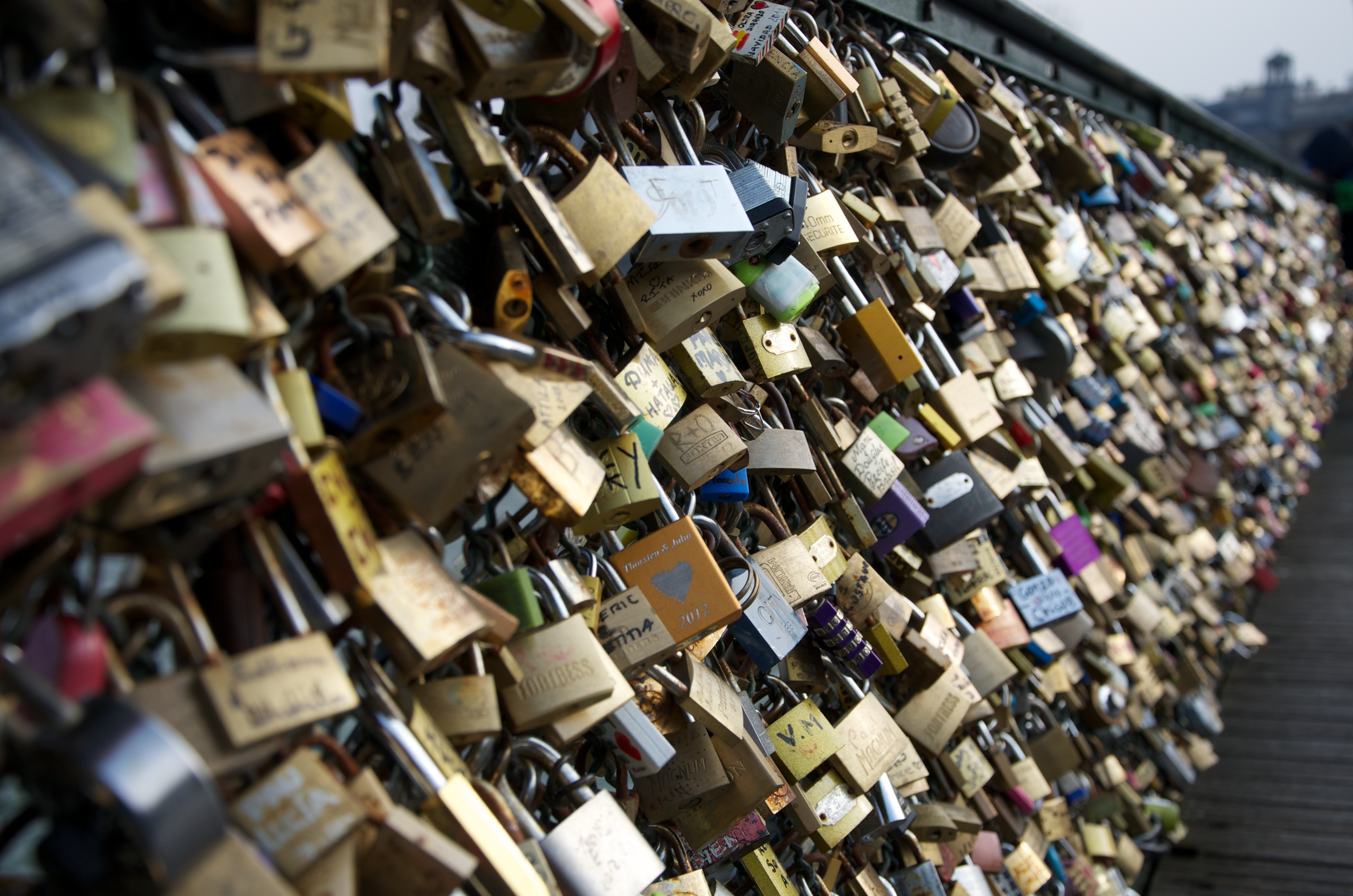
Liebesschlösser am Pont des Arts in Paris

Heute ist es (besonders am Valentinstag) Brauch von Parisern und Touristen, ihre Liebe mit einem Schloss zu besiegeln, das am Eisengitterzaun der Brücke befestigt wird. Der Schlüssel wird anschließend in die Seine geworfen. Die Stadt Paris lässt die Schlösser wegen der Masse allerdings in unregelmäßigen Abständen wieder entfernen. Am 8. Juni 2014 brach ein 2,4 Meter langer Abschnitt des Brückengeländers unter der Last der vielen Schlösser zusammen. Inzwischen wurden alle Schlösser entfernt. Das Geländer wurde so gestaltet, dass kein Anbringen von Schlössern mehr möglich ist.